# Věnceslav Lukáš
Věnceslav Lukáš (6. února 1943 – prosinec 2015) byl český politik, v 90. letech 20. století poslanec České národní rady a Poslanecké sněmovny za Křesťanskodemokratickou stranu, později za KDU-ČSL.

## Biografie
Ve volbách v roce 1992 byl zvolen do České národní rady za Křesťanskodemokratickou stranu (KDS), respektive za volební koalici ODS-KDS (volební obvod Východočeský kraj). Zasedal v rozpočtovém výboru.
Od vzniku samostatné České republiky v lednu 1993 byla ČNR transformována na Poslaneckou sněmovnu Parlamentu České republiky. Mandát obhájil ve volbách v roce 1996 a ve sněmovně setrval do konce funkčního období parlamentu, tedy do voleb v roce 1998. V letech 1996-1998 byl členem výboru pro veřejnou správu, regionální rozvoj a životní prostředí a místopředsedou hospodářského výboru. Zasedal v poslaneckém klubu KDS, ale nesouhlasil s příklonem KDS k ODS. V květnu 1995 přešel do odštěpeneckého klubu KDS I a v září 1995 ukončil členství v KDS a stal se členem poslaneckého klubu KDU-ČSL.
V sněmovních volbách roku 1998 kandidoval za KDU-ČSL, ale nebyl zvolen. V komunálních volbách v roce 1998, komunálních volbách v roce 2002 a komunálních volbách v roce 2006 kandidoval neúspěšně do zastupitelstva města Vrchlabí za KDU-ČSL. Profesně se uvádí jako technik a technolog. Byl také členem Pastorační rady vrchlabského děkanství.